# آیینه‌جوب
آیینه‌جوب، روستایی از توابع بخش کلیائی شهرستان سنقر در استان کرمانشاه کشور ایران است.

## جمعیت
این روستا در دهستان آگاهان قرار دارد و براساس سرشماری مرکز آمار ایران در سال ۱۳۸۵، جمعیت آن ۷۵ نفر (۲۱خانوار) بوده‌است.